# Leptodactylus marambaiae
Leptodactylus marambaiae là một loài ếch thuộc họ Leptodactylidae.
Đây là loài đặc hữu của Brasil.
Môi trường sống tự nhiên của chúng là vùng cây bụi ẩm khu vực nhiệt đới hoặc cận nhiệt đới, đầm nước ngọt, đầm nước ngọt có nước theo mùa, và vùng bờ biển cát.
Chúng hiện đang bị đe dọa vì mất môi trường sống.